# Zoltán Černák
Zoltán Černák (* 5. srpna 1942) byl slovenský a československý politik Komunistické strany Slovenska a poslanec Sněmovny národů Federálního shromáždění za normalizace.

## Biografie
K roku 1971 se profesně uvádí jako předseda JZD. Šlo o JZD v obci Hronské Kľačany.
Ve volbách roku 1971 zasedl do slovenské části Sněmovny národů (volební obvod č. 81 - Stupava, Západoslovenský kraj). Ve FS setrval do konce funkčního období, tedy do voleb roku 1976.